# Нојштат (Ајхсфелд)
Нојштат (њем. Neustadt) општина је у њемачкој савезној држави Тирингија. Једно је од 89 општинских средишта округа Ајхсфелд. Према процјени из 2010. у општини је живјело 728 становника. Посједује регионалну шифру (AGS) 16061073.

## Географски и демографски подаци
Нојштат се налази у савезној држави Тирингија у округу Ајхсфелд. Општина се налази на надморској висини од 282–320 метара. Површина општине износи 3,6 km². У самом мјесту је, према процјени из 2010. године, живјело 728 становника. Просјечна густина становништва износи 203 становника/km².